# Goulora (Ort)
Goulora ist eine osttimoresische Siedlung im Suco Mauchiga (Verwaltungsamt Hatu-Builico, Gemeinde Ainaro).

## Geographie und Einrichtungen
Der Ort liegt im Zentrum der Aldeia Goulora, auf einer Meereshöhe von 1462 m. Hier befinden sich ein Gebäude des Sucos, eine Grundschule und eine Kapelle. Nach Südwesten schließen sich einzeln stehende Häuser an. Weiter südwestlich liegt das Dorf Leotelo, nordöstlich das Dorf Mauchiga. Östlich erheben sich die Cablac-Berge auf über 2000 m.

## Geschichte
Der Suco Mauchiga war 1982 der Schauplatz von Kämpfen zwischen der FALINTIL und den indonesischen Besatzern.
Am 6. Juli 1982 planten die FALINTIL und lokale Widerstandsgruppen eine Reihe von Angriffen auf indonesische Militärposten in der Umgebung von Mauchiga. Die Pläne wurden verraten. Am 10. Juli begannen die Streitkräfte Indonesiens unter anderem jedes Haus in Goulora zu durchsuchen. Es kam zu Verhaftungen. Nachdem die FALINTIL am 20. August im sogenannten Cabalaki-Aufstand mehrere indonesische Stützpunkte überfallen hatte, folgten Vergeltungsaktionen der Indonesier. Bis zum 24. August zerstörten und plünderten die Truppen die Dörfer der Region. Bis Januar 1986 wurden 464 Einwohner des Sucos (etwa 20 % der Bevölkerung) zwangsumgesiedelt. Auch zahlreiche Vergewaltigungen in dieser Zeit wurden dokumentiert.